# Between Matinee and Night
Between Matinee and Night è un cortometraggio muto del 1915. Il nome del regista non viene riportato nei credit del film che, prodotto dalla Selig Polyscope Company su una sceneggiatura di Wallace C. Clifton, aveva come interprete William Stowell.

## Trama
L'attore Richard Stanhope frequenta per lavoro le aule dei tribunali, alla ricerca di tipi particolari che possano aiutarlo nella costruzione dei suoi personaggi. Assiste così alla condanna a cinque anni per appropriazione indebita di tale Harry Edwards, un uomo che, prima di uscire dall'aula, accusa delle sue disgrazie Ethel Stephens, un'avventuriera che l'ha portato alla rovina.
Cinque anni dopo, Stanhope - che nel frattempo è diventato un famoso attore - incontra Ethel Stephens che è diventata l'amante di Tom Daly, un suo caro amico d'infanzia che possiede un ranch nel Wyoming. Daly è innamorato perso della donna che lo manovra a suo piacimento. Stanhope, che ha riconosciuto l'avventuriera, si traveste e, fingendo di essere Harry Edwards, il condannato visto in tribunale, spinge la donna a confessare le sue malefatte, aprendo in questo modo gli occhi a Daly sulla vera natura di Ethel. Per coincidenza, il vero Edwards è stato appena rilasciato dal carcere: volendo vendicarsi, l'uomo rintraccia Ethel. Ma trova Stanhope e Daly che gli raccontano la loro storia. Il sentimento di vendetta si placa: Edwards ora è pronto ad affrontare di nuovo la vita andando a lavorare nel West nel ranch di Daly.

## Produzione
Il film fu prodotto dalla Selig Polyscope Company.

## Distribuzione
Distribuito dalla General Film Company, il film - un cortometraggio in una bobina - uscì nelle sale cinematografiche statunitensi il 20 gennaio 1915.